# Cerritos (San Luis Potosí)
Cerritos, fundado con el nombre de San Juan de los Cerritos es una ciudad localizada en la zona central del estado mexicano de San Luis Potosí, México. Es cabecera municipal del municipio de Cerritos. 
Fue por un periodo también capital del territorio que llegó a comprender el actual municipio de La Carbonera (actual Villa Juárez). El patrono de la ciudad es San Juan Bautista. La ciudad se fundó en 1826 por orden del Congreso Estatal. El municipio abarca 51 pueblos y ranchos. Según el censo del año 2020, la ciudad posee 15,692 habitantes, lo cual comprende el 71.08 % de la población total del municipio (22,075), es el tercer pueblo más poblado de la Zona Media; por lo tanto ha tenido un gran crecimiento desde 2002. Esto se derivó de la construcción de una nueva carretera de Río Verde a la Carretera Estatal número 57 que cruza el municipio, además de la instalación de la empresa Cementos Moctezuma, así como también de la fundación de una universidad; la Universidad Intercultural de San Luis Potosí Campus Cerritos. En la población predomina la religión Católica al igual que en todo México, del mismo modo existen varias congregaciones en el municipio de diferentes ramas del Cristianismo.

## Ubicación
Está ubicado en la zona media de San Luis Potosí. Limita al norte con el municipio de Guadalcázar, al sur con Villa Juárez, al oeste con Villa Hidalgo, y al suroeste con Armadillo de los Infante y San Nicolás Tolentino. Se encuentra a 1.153 metros sobre el nivel del mar.

## Historia
Cerritos empezó a recibir inmigrantes antes del siglo XVII cuando aún pertenecía al municipio de Guadalcázar. El estado potosino estableció el municipio cerritense en el año de 1826. Durante la Revolución mexicana, Cerritos fue parte del movimiento cedillista. En aquella época hubo desastre y hambre, pero para el año 1918 la situación se estabilizó. Fue cabecera municipal del territorio del actual municipio de Villa Juárez que en ese tiempo se llamó Villa De La Carbonera o también se conoció como La Carbonera.

## Medios de comunicación y transporte
Cuenta con una línea local de autobuses de pasajeros con destinos dentro del estado denominada Autobuses Cerritenses. El municipio tiene una oficina de correos. Cuenta con un canal de televisión local llamado Canal 2; que transmite mediante televisión por cable, 4 canales de televisión abierta que se trasmiten de manera radiodifundida. Se difunde un periódico llamado "Plurinominal".

En telefonía en el pueblo se encuentran instaladas una antena de teléfonos de Telcel y otra de Movistar México. Además, ha contado con estaciones de radio como La Cerritense Radio y Cerritos Digital en fases de prueba.
En cuanto a medios de transporte en el pueblo se encuentran taxis, dos centrales de autobuses y varias oficinas de autobuses extranjeros.
Posee una estación ferroviaria que hasta antes de 1970, embarcó grandes cantidades de ganado y mineral de azufre. 
Hasta los primeros años de la década de los 80 el ferrocarril transportó pasajeros entre el puerto de Tampico y la ciudad capital del estado, San Luis Potosí.

## Galería

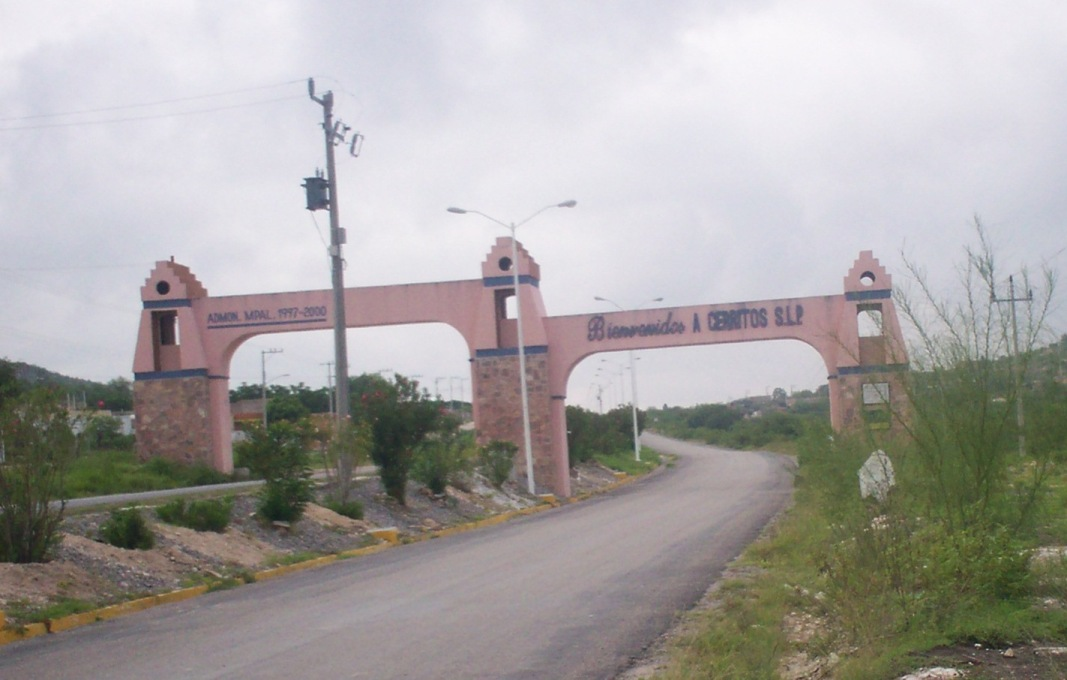
Arcos de entrada a Cerritos, San Luis Potosí (demolidos)
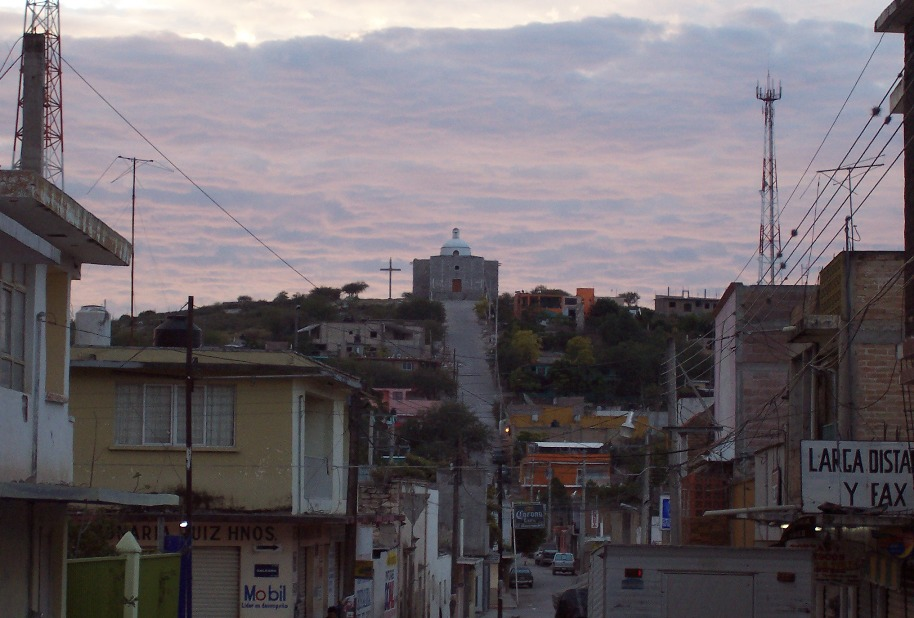
Capilla de Nuestro Padre Jesús
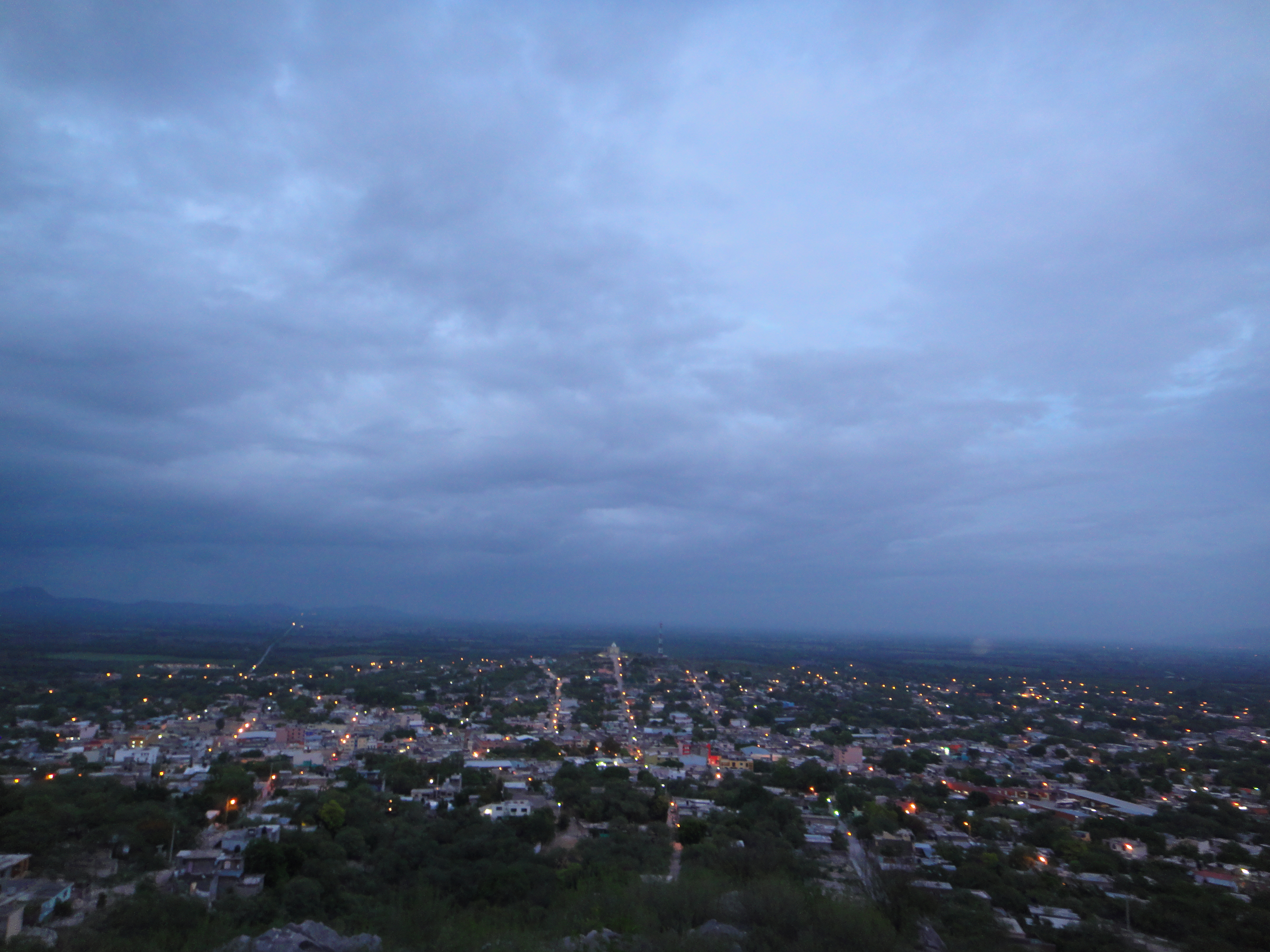
Panorámica de Cerritos
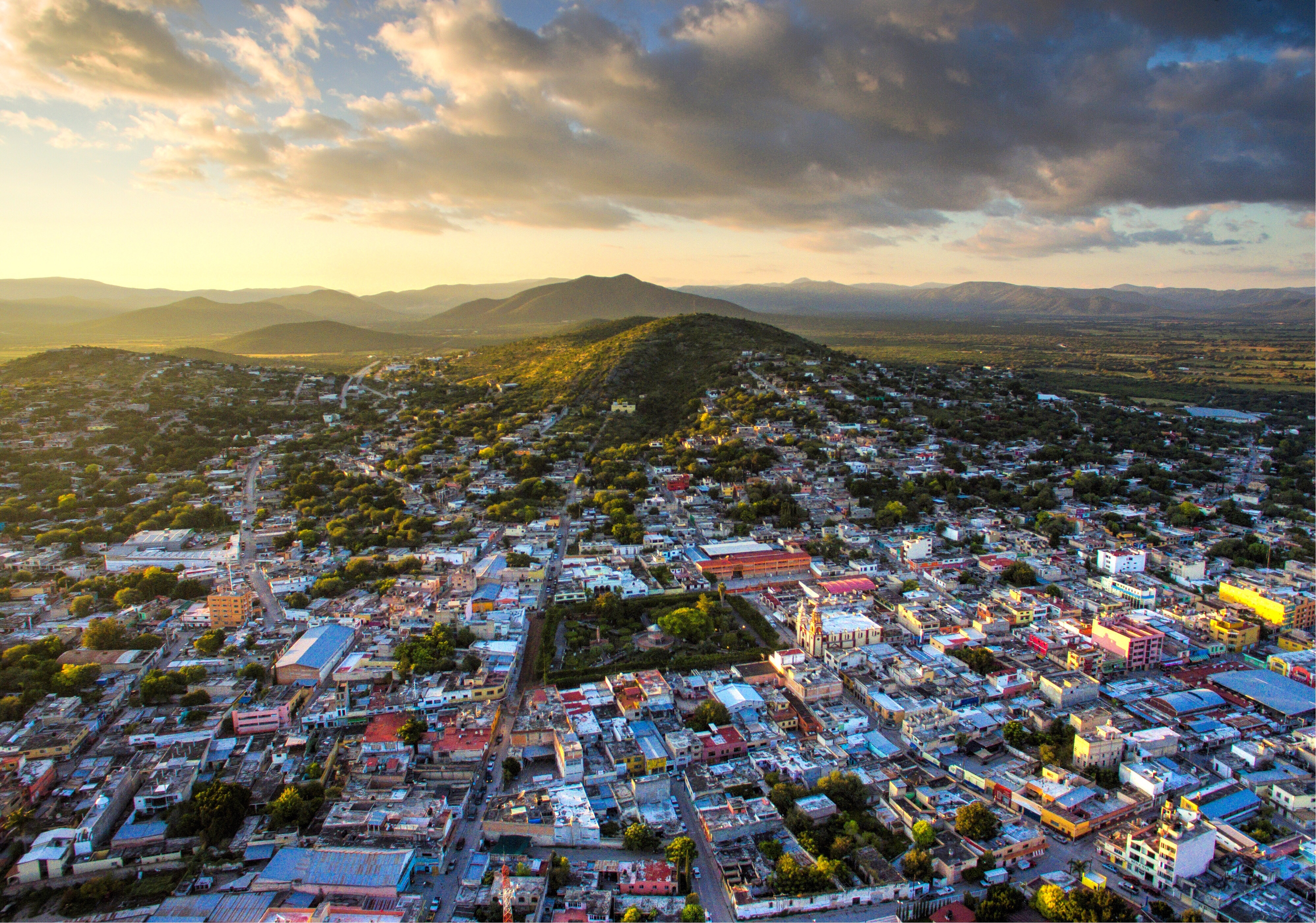
Panorámica de Cerritos